# Gaby Bußmann
Gabriele „Gaby” Bußmann (ur. 8 października 1959 w Haltern am See) – niemiecka lekkoatletka specjalizująca się w biegach sprinterskich i średniodystansowych, brązowa medalistka olimpijska z Los Angeles (1984) w biegu sztafetowym 4 × 400 metrów. W czasie swojej kariery reprezentowała Republikę Federalną Niemiec.

## Sukcesy sportowe
- trzykrotna medalistka mistrzostw RFN w biegu na 200 metrów – srebrna (1977) oraz dwukrotnie brązowa (1982, 1983)[1]
- sześciokrotna medalistka mistrzostw RFN w biegu na 400 metrów – czterokrotnie złota (1978, 1980, 1982, 1983) oraz dwukrotnie srebrna (1984, 1986)[2]
- złota medalistka mistrzostw RFN w biegu na 800 metrów (1986)[3]
- srebrna medalistka halowych mistrzostw RFN w biegu na 200 metrów (1980)[4]
- trzykrotna złota medalistka halowych mistrzostw RFN w biegu na 400 metrów (1979, 1981, 1982)[5]
- złota medalistka halowych mistrzostw RFN w biegu na 800 metrów (1985)[6]

| Rok  | Miasto      | Zawody                      | Konkurencja                      | Wynik                 |
| ---- | ----------- | --------------------------- | -------------------------------- | --------------------- |
| 1977 | Donieck     | mistrzostwa Europy juniorów | bieg na 400 m sztafeta 4 × 400 m | złoty medal           |
| 1978 | Praga       | mistrzostwa Europy          | sztafeta 4 × 400 m               | 5. miejsce            |
| 1982 | Mediolan    | halowe mistrzostwa Europy   | bieg na 400 m                    | brązowy medal         |
| 1982 | Ateny       | mistrzostwa Europy          | bieg na 400 m sztafeta 4 × 400 m | 7. miejsce 4. miejsce |
| 1983 | Helsinki    | mistrzostwa świata          | bieg na 400 m sztafeta 4 × 400 m | 4. miejsce 6. miejsce |
| 1984 | Los Angeles | igrzyska olimpijskie        | sztafeta 4 × 400 m               | brązowy medal         |
| 1986 | Stuttgart   | mistrzostwa Europy          | sztafeta 4 × 400 m               | srebrny medal         |

## Rekordy życiowe
- bieg na 200 metrów (hala) – 23,41 – Sindelfingen 16/01/1981
- bieg na 400 metrów – 49,75 – Helsinki 10/08/1983
- bieg na 400 metrów (hala) – 51,57 – Mediolan 07/03/1982
- bieg na 800 metrów – 1:58,11 – Berlin 15/08/1986